# L’Équipe
«Эки́п» (фр. L’Équipe) — французская ежедневная национальная спортивная газета. Название газеты на русский язык переводится как «Команда». Редакционная политика издания направлена, в первую очередь, на освещение футбола, регби, моторного спорта и велоспорта. Первый номер газеты вышел в 1946 году, редакция нового издания была сформирована на основе журналистов, работавших в газете L'Auto, которая считается предшественницей «Экип». Данная газета также имела спортивную направленность, включая набиравший популярность автоспорт, но кроме спортивных репортажей уделяла внимание общественным новостям и политическим комментариям.
Газета L’Auto являлась организатором первой велосипедной гонки Тур де Франс в 1903 году, а появившаяся в 1919 году желтая майка лидера гонки, была жёлтого цвета для того, чтобы дать отсыл на отличительную жёлтую газетную бумагу, на которой издавалась газета L’Auto.

## История
В 1940 году Жак Годде, директор Тур де Франс и спортивный журналист, возглавил газету. Он был сыном финансового директора L’Auto, Виктора Годде. Годде защищал свою газету в суде, когда французское правительство возбудило дело, но так и не смог полностью очистить имя газеты от общественного сознания, которое было убеждено в сотрудничестве L’Auto если не с Германией, то с президентом-марионеткой Филиппом Петеном.
Годде разрешили открыть новое издание-преемник, L'Équipe. Редакция газеты заняла помещение через дорогу от бывшей редакции L’Auto, и это помещение также принадлежало L’Auto, хотя по официальным документам на него был наложен арест. Одним из условий разрешения новой газеты было то, что она должна издаваться на белой бумаге, а не жёлтой, как L’Auto.
Новая газета начала выходить три раза в неделю с 28 февраля 1946 года. С 1948 она стала ежедневной. Она существенно опережала своих главных конкурентов — L’Élan и Le Sport благодаря освещению автогонки намеком на газету-предшественницу путём публикации текстов L’Auto наверху страницы шрифтом gothic print, который использовался в довоенной газете для заголовков.
В 1968 году L'Équipe купил Эмильен Амори, основатель издательского дома Амори. Его смерть в 1977 году привела в шестилетней борьбе за наследство между его сыном и дочерью, которая закончилась компромиссом: Филипп Амори стал владельцем ежедневных газет, а его сестра Франсин — таких журналов, как Marie France и Point de vue. Филипп основал свой издательский дом, в который вошли L'Équipe, Le Parisien и Aujourd’hui. После его смерти в 2006 году группа перешла его вдове и детям.

## Тираж
| Год                    | 1999    | 2000    | 2001    | 2002    | 2003    | 2004    | 2005    | 2006    | 2007    | 2008    | 2009    | … | 2022    |
| ---------------------- | ------- | ------- | ------- | ------- | ------- | ------- | ------- | ------- | ------- | ------- | ------- | - | ------- |
| L'Équipe средний тираж | 386 189 | 386 601 | 455 598 | 321 153 | 339 627 | 369 428 | 365 654 | 365 411 | 327 168 | 298 949 | 303 106 | … | 216 952 |

Два самых больших распроданных тиража газеты выпали на 13 июля 1998 года, после победы сборной Франции на чемпионате мира по футболу, было продано 1 645 907 экземпляров, 3 июля 2000 года, после того, как Франция выиграла чемпионат Европы по футболу было продано 1 255 633 копий газеты.